# Supercopa de España
Supercopa de España (română: Supercupa Spaniei) este o competiție anuală de fotbal din Spania, în care sunt implicate câștigătoarea campionatului (La Liga), câștigătoarea cupei (Copa del Rey), plus finalista cupei și vicecampioana țării.
Echipa cu cele mai multe trofee câștigate este FC Barcelona care s-a impus de 15 ori în această competiție.
Inițial, când o echipă reușea eventul campionat-cupă, primea automat și supercupa. Regulamentul a fost ulterior schimbat, astfel că deținătoarea celor două trofee interne a înfruntat pentru supercupă finalista din cupa Spaniei.
Ulterior, formatul Supercupei Spaniei s-a modificat din nou, astfel că pe lângă câștigătoarele campionatului și al cupei, în supercupă vor participa vicecampioana și finalista din cupă, urmând a se juca două semifinale (în prima semifinală se vor duela câștigătoarea campionatului împotriva finalistei din cupă, iar în cealaltă semifinală vor juca deținătoarea cupei contra vicecampioanei țării)

## Predecesoare Supercopa
| An        | Campioana       | Câștigătoare a  | Finalista       | Câștigătoare a                | Scor     | Nume trofeu                 |
| --------- | --------------- | --------------- | --------------- | ----------------------------- | -------- | --------------------------- |
| 1940      | Atlético Madrid | 1939–40 La Liga | RCD Español     | Copa del Generalísimo 1940    | 3–3, 7–1 | Copa de Campeones de España |
| 1945      | Barcelona       | 1944–45 La Liga | Athletic Bilbao | Copa del Generalísimo 1944–45 | 5–4      | Copa de oro "Argentina"     |
| 1941–1947 | Atlético Madrid | 1940–41 La Liga | Valencia        | Copa del Generalísimo 1941    | 4–0      | Copa Presidente FEF         |

### Copa Eva Duarte
| An   | Campioana       | Câștigătoare a                 | Finalista                                                     | Câștigătoare a                                                | Scor                                                          |
| ---- | --------------- | ------------------------------ | ------------------------------------------------------------- | ------------------------------------------------------------- | ------------------------------------------------------------- |
| 1947 | Real Madrid     | Copa del Generalísimo 1947     | Valencia                                                      | 1946–47 La Liga                                               | 3–1                                                           |
| 1948 | Barcelona       | 1947–48 La Liga                | Sevilla                                                       | Copa del Generalísimo 1947–48                                 | 1–0                                                           |
| 1949 | Valencia        | Copa del Generalísimo 1948–49  | Barcelona                                                     | 1948–49 La Liga                                               | 7–4                                                           |
| 1950 | Athletic Bilbao | Copa del Generalísimo 1949–50  | Atlético Madrid                                               | 1949–50 La Liga                                               | 5–5, 2–0                                                      |
| 1951 | Atlético Madrid | 1950–51 La Liga                | Barcelona                                                     | Copa del Generalísimo 1951                                    | 2–0                                                           |
| 1952 | Barcelona       | 1951–52 La Liga & Copa 1952    | Desemnată câștigătoare automat datorită realizării eventului. | Desemnată câștigătoare automat datorită realizării eventului. | Desemnată câștigătoare automat datorită realizării eventului. |
| 1953 | Barcelona       | 1952–53 La Liga & Copa 1952–53 | Desemnată câștigătoare automat datorită realizării eventului. | Desemnată câștigătoare automat datorită realizării eventului. | Desemnată câștigătoare automat datorită realizării eventului. |

## Titluri predecesoare după echipă
| Echipa          | Campionă | Finalistă | Anii câștigători       | Anii pierdanți |
| --------------- | -------- | --------- | ---------------------- | -------------- |
| Barcelona       | 4        | 2         | 1945, 1948, 1952, 1953 | 1949, 1951     |
| Atlético Madrid | 3        | 1         | 1940, 1947, 1951       | 1950           |
| Valencia        | 1        | 2         | 1949                   | 1947, 1947     |
| Athletic Bilbao | 1        | 1         | 1950                   | 1945           |
| Real Madrid     | 1        | –         | 1947                   | –              |
| Espanyol        | –        | 1         | –                      | 1940           |
| Sevilla         | –        | 1         | –                      | 1948           |

## Ediții
| Finala | Campioana | Scor | Finalista | Finala | Campioana | Scor | Finalista |
| ------ | --------- | ---- | --------- | ------ | --------- | ---- | --------- |

| 2023 | Barcelona       | 3 - 1 | Real Madrid | 2024 | Real Madrid   | 4 - 1 | Barcelona       |
| 2021 | Athletic Bilbao | 3 - 2 | Barcelona   | 2022 | Real Madrid   | 2 - 0 | Athletic Bilbao |
| 2018 | Barcelona       | 2 - 1 | Sevilla     | 2020 | Real Madrid ‡ | 0 - 0 | Atlético Madrid |

| 2016 | Barcelona                           | 5 - 0                               | Sevilla                             | 2017 | Real Madrid                     | 5 - 1                           | Barcelona                       |
| 2014 | Atlético Madrid                     | 2 - 1                               | Real Madrid                         | 2015 | Athletic Bilbao                 | 5 - 1                           | Barcelona                       |
| 2012 | Real Madrid                         | 4 - 4                               | Barcelona                           | 2013 | Barcelona                       | 1 - 1                           | Atlético Madrid                 |
| 2010 | Barcelona                           | 5 - 3                               | Sevilla                             | 2011 | Barcelona                       | 5 - 4                           | Real Madrid                     |
| 2008 | Real Madrid                         | 6 - 5                               | Valencia                            | 2009 | Barcelona                       | 5 - 1                           | Athletic Bilbao                 |
| 2006 | Barcelona                           | 4 - 0                               | Espanyol                            | 2007 | Sevilla                         | 6 - 3                           | Real Madrid                     |
| 2004 | Zaragoza                            | 3 - 2                               | Valencia                            | 2005 | Barcelona                       | 4 - 2                           | Betis                           |
| 2002 | La Coruña                           | 4 - 0                               | Valencia                            | 2003 | Real Madrid                     | 4 - 2                           | Mallorca                        |
| 2000 | La Coruña                           | 2 - 0                               | Espanyol                            | 2001 | Real Madrid                     | 4 - 1                           | Zaragoza                        |
| 1998 | Mallorca                            | 3 - 1                               | Barcelona                           | 1999 | Valencia                        | 4 - 3                           | Barcelona                       |
| 1996 | Barcelona                           | 6 - 5                               | Atlético Madrid                     | 1997 | Real Madrid                     | 5 - 3                           | Barcelona                       |
| 1994 | Barcelona                           | 6 - 5                               | Zaragoza                            | 1995 | La Coruña                       | 5 - 1                           | Real Madrid                     |
| 1992 | Barcelona                           | 5 - 2                               | Atlético Madrid                     | 1993 | Real Madrid                     | 4 - 2                           | Barcelona                       |
| 1990 | Real Madrid                         | 5 - 1                               | Barcelona                           | 1991 | Barcelona                       | 2 - 1                           | Atlético Madrid                 |
| 1988 | Real Madrid                         | 3 - 2                               | Barcelona                           | 1989 | Real Madrid a realizat eventul. | Real Madrid a realizat eventul. | Real Madrid a realizat eventul. |
| 1986 | Real Madrid                         |                                     | Zaragoza                            | 1987 | Real Madrid                     |                                 | Real Sociedad                   |
| 1984 | Athletic Bilbao a realizat eventul. | Athletic Bilbao a realizat eventul. | Athletic Bilbao a realizat eventul. | 1985 | Atlético Madrid                 | 3 - 2                           | Barcelona                       |
| 1982 | Real Sociedad                       | 4 - 1                               | Real Madrid                         | 1983 | Barcelona                       | 3 - 2                           | Athletic Bilbao                 |

* În 1984 și 1989 supercupa a fost acordată echipelor Athletic Bilbao și Real Madrid deoarece au câștigat eventul La Liga/Copa del Rey.
** În 1996 și 1998 a fost contestată, chiar dacă Atlético Madrid, respectiv FC Barcelona au câștigat eventul. Finalista din Copa del Rey a fost selectată să joace și a câștigat de ambele dăți. Cupa nu s-a ținut în 1986 și 1987 deoarece cluburile nu au căzut de acord cu datele meciurilor.
*** În 2009, FC Barcelona a câștigat eventul La Liga/Copa del Rey, dar Supercupa s-a ținut între FC Barcelona și Athletic Bilbao.

## Palmares
| Clasament după numărul de trofee câștigate | Clasament după numărul de trofee câștigate | Clasament după numărul de trofee câștigate | Clasament după numărul de trofee câștigate | Clasament după numărul de trofee câștigate | Clasament după numărul de trofee câștigate |
| Club Sportiv                               | Trofee                                     | Ultima cupă câștigată                      | Finalistă                                  | Ultima cupă pierdută                       | Finale jucate                              |
| ------------------------------------------ | ------------------------------------------ | ------------------------------------------ | ------------------------------------------ | ------------------------------------------ | ------------------------------------------ |
| Barcelona                                  | 15                                         | 2025                                       | 12                                         | 2024                                       | 27                                         |
| Real Madrid                                | 13                                         | 2024                                       | 6                                          | 2025                                       | 20                                         |
| Athletic Bilbao                            | 3                                          | 2021                                       | 3                                          | 2022                                       | 6                                          |
| La Coruña                                  | 3                                          | 2002                                       | -                                          |                                            | 3                                          |
| Atlético Madrid                            | 2                                          | 2014                                       | 5                                          | 2020                                       | 7                                          |
| Valencia                                   | 1                                          | 1999                                       | 3                                          | 2008                                       | 4                                          |
| Sevilla                                    | 1                                          | 2007                                       | 3                                          | 2018                                       | 4                                          |
| Zaragoza                                   | 1                                          | 2004                                       | 2                                          | 2001                                       | 3                                          |
| Mallorca                                   | 1                                          | 1998                                       | 1                                          | 2003                                       | 2                                          |
| Real Sociedad                              | 1                                          | 1982                                       | -                                          |                                            | 1                                          |
| Espanyol                                   | -                                          |                                            | 2                                          | 2006                                       | 2                                          |
| Betis                                      | -                                          |                                            | 1                                          | 2005                                       | 1                                          |

## Semifinale
| Semi 1 | Câștigătoare | Scor | Pierdantă | Semi 2 | Câștigătoare | Scor | Pierdantă |
| ------ | ------------ | ---- | --------- | ------ | ------------ | ---- | --------- |

| 2027 |                 |       |                 | 2027 |                 |       |             |
| 2026 |                 |       |                 | 2026 |                 |       |             |
| 2025 |                 |       |                 | 2025 |                 |       |             |
| 2024 | Real Madrid     | 5 - 3 | Atlético Madrid | 2024 | Barcelona       | 2 - 0 | Osasuna     |
| 2023 | Real Madrid ‡   | 1 - 1 | Valencia        | 2023 | Barcelona ‡     | 2 - 2 | Betis       |
| 2022 | Athletic Bilbao | 2 - 1 | Atlético Madrid | 2022 | Real Madrid     | 3 - 2 | Barcelona   |
| 2021 | Barcelona ‡     | 1 - 1 | Real Sociedad   | 2021 | Athletic Bilbao | 2 - 1 | Real Madrid |
| 2020 | Real Madrid     | 3 - 1 | Valencia        | 2020 | Atlético Madrid | 3 - 2 | Barcelona   |

## Topul golgheterilor
Jucătorii cu aldin sunt activi și în prezent. 
| Poz. | Jucător           | Club                           | Goluri |
| ---- | ----------------- | ------------------------------ | ------ |
| 1    | Lionel Messi      | Barcelona                      | 10     |
| 2    | Raúl              | Real Madrid                    | 7      |
| 3    | Txiki Begiristain | Barcelona, Deportivo La Coruña | 6      |
| 3    | Hristo Stoichkov  | Barcelona                      | 6      |
| 5    | Cristiano Ronaldo | Real Madrid                    | 5      |

## Vezi și
- La Liga
- Copa del Rey

## Legături externe
- Supercopa de España pe RSSSF